# ترامبله آنفرانس
شهر ترامبله آنفرانس (به فرانسوی: Tremblay-en-France) در شهرستان سن-سن-دنی در ناحیه ایل-دو-فرانس با جمعیت ۳۵٬۳۴۰ نفر در کشور فرانسه واقع شده‌است